# 扁臉耀鯰
扁臉耀鯰，為輻鰭魚綱鯰形目塘虱魚科的其中一種，分布於非洲三比西河及奧塔萬戈河流域，棲息在急流區，體長可達29.5公分，屬肉食性，以其他魚類為食，可做為食用魚及遊釣魚。

## 扩展阅读
維基物種上的相關：扁臉耀鯰